# 穆赫兰公路

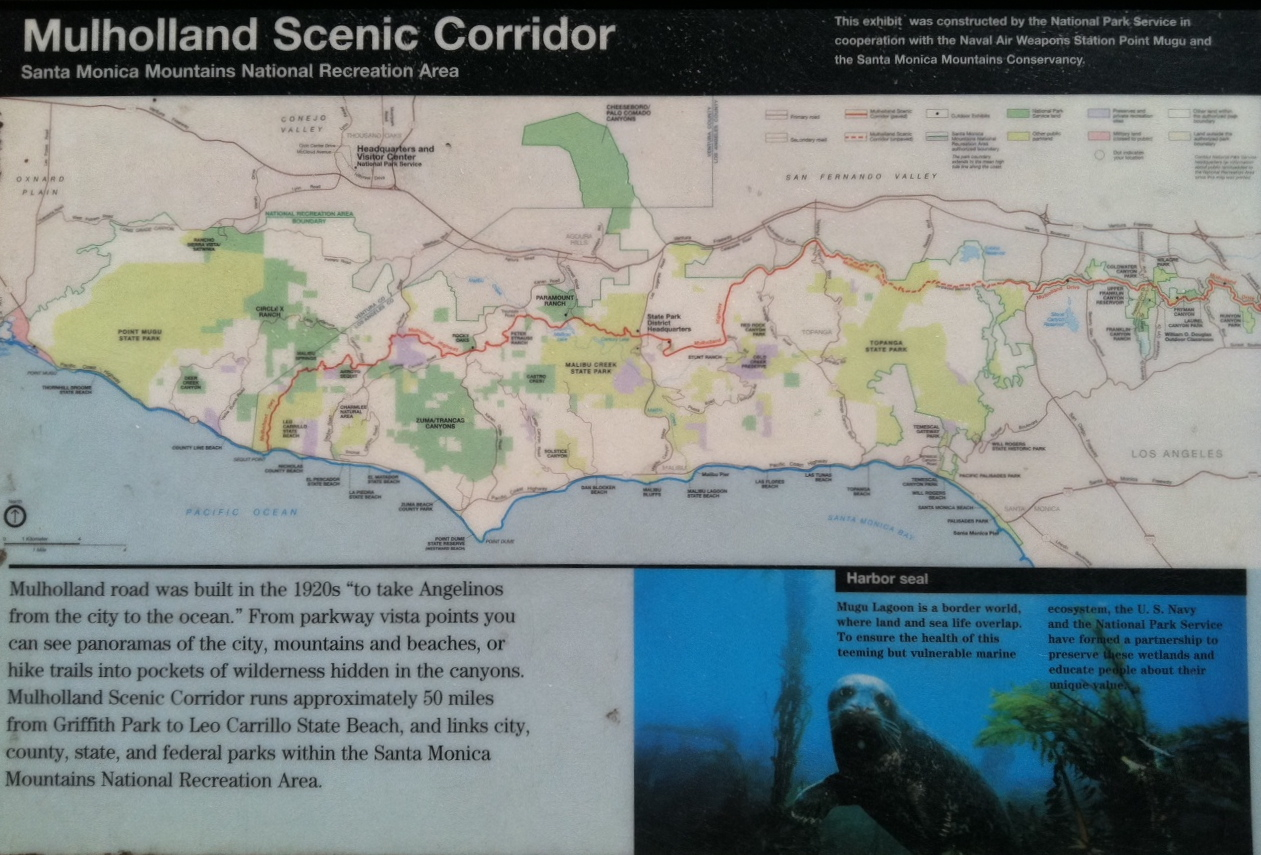
穆赫兰公路及圣莫尼卡山脉地图

穆赫兰公路（英語：Mulholland Highway）是美国加利福尼亚州洛杉矶县的一条风景公路，全长近50英里，由卡拉巴萨斯101号美国国道附近直至马利布 (加利福尼亚州)附近的加利福尼亚州道1。穆赫兰公路是西侧的乡村部分，穆赫兰大道是东侧的部分。该道路名源自威廉·穆赫兰，于20世纪20年代建设。